# Branded and Exiled
Branded and Exiled ist das zweite Studioalbum der deutschen Heavy-Metal-Band Running Wild. Das Album erschien 1985 bei Noise Records.

## Musik und Texte
Okkulte sowie Fantasy-Themen sind auf Branded and Exiled vertreten. Mit Mordor wird auf Der Herr der Ringe von J.R.R. Tolkien Bezug genommen. Auch in Songwriting und Gesang hatte die Band Fortschritte gemacht.

## Rezeption
Der Metal Hammer schrieb, der Gesang von Rock’n’Rolf sei „präsenter und wird nicht mehr so mit Effekten beladen. Mit ‘Chains And Leather’ haben Running Wild gleich einen Song mit Kult-Charakter auf dem mit Klischees gefüllten Branded and Exiled.“ Die Webseite Allmusic gab dem Album 3 von 5 Sternen.

## Titelliste
1. Branded and Exiled (Rolf Kasparek) – 3:54
2. Gods of Iron (Rolf Kasparek) – 4:00
3. Realm of Shades (Rolf Kasparek/Stephan Boriss – Rolf Kasparek) – 4:29
4. Mordor (Rolf Kasparek) – 4:50
5. Fight the Oppression (Rolf Kasparek) – 4:46
6. Evil Spirit (Stephan Boriss) – 3:20
7. Marching to Die (Rolf Kasparek) – 4:36
8. Chains and Leather (Rolf Kasparek) – 5:46